# Emanuel von Schöning
Emanuel von Schöning (* November 1690 in Stargard; † 16. Mai 1757 bei Prag) war ein preußischer Generalmajor, Chef des Infanterieregiments Nr. 46 und Amtshauptmann in Köslin.

## Leben

### Familie
Emanuel von Schöning gilt als Angehöriger der pommersch-neumärkischen uradligen Familie von Schöning. Doch ist der Name seines Vaters nicht überliefert; die Familiengeschichte kann ihn daher keiner der Linien der Familie Schöning zuordnen.
Sein Vater starb bereits sechs Monate nach seiner Geburt. Daher kam er zu seinem älteren Bruder, der damals Geheimer Finanzrat gewesen sein soll, aber ebenfalls nicht namhaft gemacht werden kann.

### Militärkarriere
Im Jahr 1705 wurde Schöning Fahnenjunker im Infanterieregiment „Anhalt“. Mit dem Spanischen Erbfolgekrieg kam er nach Italien und nahm an den Schlachten von Cassano und Turin teil. 1707 kam er nach Brabant. Er fand sich 1709 bei der Belagerung von Dornick, der Schlacht bei Malplaquet und der Belagerung von Mons. Im Jahr 1710 kämpfte Schöning bei der Belagerung von Douai und Aire. 1713 wurde er als Fähnrich in das Infanterieregiment „Grumbkow“ versetzt. Er wurde am 9. Februar 1715 Sekondeleutnant und nahm am Pommernfeldzug 1715/1716 teil. Dort war er bei der Belagerung von Stralsund und der Landung auf Rügen beteiligt. Am 13. April 1720 wurde er Premierleutnant, am 20. September 1727 Stabskapitän, am 5. Mai 1732 Kapitän und 1738 Major.
Während des Ersten Schlesischen Krieges rückte er mit dem Regiment Nr. 17 unter la Motte in Schlesien ein. Er zeichnet sich in der Schlacht bei Chotusitz aus und wurde noch auf dem Schlachtfeld mit Patent vom 19. Mai 1740 zum Oberstleutnant befördert.
1744 erhielt Schöning das Kommando über ein Grenadierbataillon, das sich aus den Grenadierkompanien der Regimenter „la Motte“ und „Anhalt-Zerbst“ zusammensetzte. Er stand mit dem Bataillon vor Prag und kämpfte bei Hohenfriedberg auf dem rechten Flügel. Am 31. Juli 1745 erfolgte seine Beförderung zum Oberst. Schöning kämpfte damit auch in der Schlacht bei Prag. Als der König nach Böhmen vorstieß, bildete das Bataillon die Nachhut. Es kam danach zur Armee des Fürsten Leopold von Anhalt-Dessau. In der Schlacht bei Kesselsdorf war er auf dem linken Flügel. Dort griff es das sächsische Regiment „von Cosel“ in Brennerich an und vertrieb es von dem Posten. Schöning wurde dabei verwundet und sein Rock vierzehnmal durchlöchert. Er feierte den Tag seitdem jährlich und als er am 16. Februar 1746 heiratete, trug er auch diesen Rock. Im Oktober 1748 versetzte ihn der König als Kommandeur zum Infanterieregiment „Kleist“. Zudem holte ihn der König einige Male nach Potsdam. Ab dem August 1748 erhielt er eine Pension von 150 Talern, die 1753 auf 1000 Taler erhöht wurde. Dazu wurde er auch Amtshauptmann von Köslin, auch seine Witwe erhielt später diese Pension.
Am 15. September 1753 wurde Schöning zum Generalmajor befördert. Als der Siebenjährige Krieg ausbrach, erhielt er als Kommandeur das Regiment „Pfuel“ zugeteilt. Am 19. November wurde er zum Regimentschef ernannt. Er kämpfte am 21. April 1757 in der Schlacht bei Reichenbach, kurz danach stürzte Schöning, mit dem Pferd und brach sich dabei den Fuß. Dennoch blieb er bei seinem Regiment und führte es auch in der Schlacht bei Prag. Dort wurde er nochmals am Fuß verwundet. Schöning kam in das Lazarett am Margarethenkloster, wo die Ärzte ihm den Fuß abnehmen mussten. Er starb an den Folgen der Amputation am 16. Mai 1757 und wurde neben dem kurz zuvor gefallenen General Bernhard Asmus von Zastrow im Kirchengewölbe des sächsischen Städtchens Gottleuba beigesetzt.

### Ehe und Nachkommen
Schöning heiratete 1746 Auguste Christiane von Oldenburg (* 1731; † 1791), eine Tochter des Generalmajors Georg Friedrich von Oldenburg. Er hatte mit ihr eine Tochter und drei Söhne. Der Sohn Carl Heinrich von Schöning (* 1750; † 1824) wurde preußischer Landrat des Lebuser Kreises in der Kurmark.